# Лариано
Лариа́но (итал. Lariano) — коммуна в Италии, располагается в области Лацио, в провинции Рим.
Население коммуны, на 01.01.2024 года, составляет 13 187 человек, плотность населения ─ 586,13 чел./км². Коммуна занимает площадь 22,50 км². Почтовый индекс — 00076. Телефонный код — 06.
Покровительницей коммуны почитается святая Еврозия, празднование в последнее воскресения мая.

## Демография
Название жителей коммуны ─ ларианези.
Динамика населения:

## Администрация коммуны
- Официальный сайт: http://www.comune.lariano.rm.it

## Города-побратимы
- Соссе-ле-Пен, Франция, с 1980 года[2]
- Виктория, Румыния, 2007 год